# Jordánia a 2004. évi nyári olimpiai játékokon
Jordánia a görögországi Athénban megrendezett 2004. évi nyári olimpiai játékok egyik részt vevő nemzete volt. Az országot az olimpián 5 sportágban 8 sportoló képviselte, akik érmet nem szereztek.

## Asztalitenisz
Női

| Versenyző    | Versenyszám | 64-es főtábla                                                 | 48-as főtábla                                        | 32-es főtábla     | Nyolcaddöntő      | Negyeddöntő       | Elődöntő          | Döntő             | Helyezés |
| Versenyző    | Versenyszám | Ellenfél Eredmény                                             | Ellenfél Eredmény                                    | Ellenfél Eredmény | Ellenfél Eredmény | Ellenfél Eredmény | Ellenfél Eredmény | Ellenfél Eredmény | Helyezés |
| ------------ | ----------- | ------------------------------------------------------------- | ---------------------------------------------------- | ----------------- | ----------------- | ----------------- | ----------------- | ----------------- | -------- |
| Zejna Saabán | Egyes       | Izza Medina (HON) · 11-7, 11-13, 11-8, 9-11, 11-5, 9-11, 11-9 | Adriana Năstase (ROU) · 11-8, 5-11, 8-11, 5-11, 4-11 | kiesett           | kiesett           | kiesett           | kiesett           | kiesett           | 33.      |

## Atlétika
Férfi

| Versenyző     | Versenyszám | Előfutam | Előfutam | Előfutam | Negyeddöntő | Negyeddöntő | Negyeddöntő | Elődöntő | Elődöntő | Elődöntő | Döntő   | Döntő    |
| Versenyző     | Versenyszám | Idő      | Hely.    | Össz.    | Idő         | Hely.       | Össz.       | Idő      | Hely.    | Össz.    | Idő     | Helyezés |
| ------------- | ----------- | -------- | -------- | -------- | ----------- | ----------- | ----------- | -------- | -------- | -------- | ------- | -------- |
| Halíl Hanáhne | 100 m       | 10,76    | 6.       | 63.*     | kiesett     | kiesett     | kiesett     | kiesett  | kiesett  | kiesett  | kiesett | kiesett  |

Női

| Versenyző      | Versenyszám | Előfutam | Előfutam | Előfutam | Negyeddöntő | Negyeddöntő | Negyeddöntő | Elődöntő | Elődöntő | Elődöntő | Döntő   | Döntő    |
| Versenyző      | Versenyszám | Idő      | Hely.    | Össz.    | Idő         | Hely.       | Össz.       | Idő      | Hely.    | Össz.    | Idő     | Helyezés |
| -------------- | ----------- | -------- | -------- | -------- | ----------- | ----------- | ----------- | -------- | -------- | -------- | ------- | -------- |
| Baszma el-Esós | 100 m       | 12,09    | 5.       | 46.      | kiesett     | kiesett     | kiesett     | kiesett  | kiesett  | kiesett  | kiesett | kiesett  |

* - két másik versenyzővel azonos időt ért el

## Lovaglás
Díjugratás

| Versenyző       | Ló     | Versenyszám | Selejtező | Selejtező | Selejtező | Selejtező | Selejtező | Selejtező | Selejtező | Selejtező | Döntő   | Döntő   | Döntő   | Döntő   | Végeredmény | Végeredmény |
| Versenyző       | Ló     | Versenyszám | 1. kör    | 1. kör    | 2. kör    | 2. kör    | 2. kör    | 3. kör    | 3. kör    | 3. kör    | 1. kör  | 1. kör  | 2. kör  | 2. kör  | Végeredmény | Végeredmény |
| Versenyző       | Ló     | Versenyszám | Bünt.     | Hely.     | Bünt.     | Össz.     | Hely.     | Bünt.     | Össz.     | Hely.     | Bünt.   | Hely.   | Bünt.   | Hely.   | Bünt.       | Helyezés    |
| --------------- | ------ | ----------- | --------- | --------- | --------- | --------- | --------- | --------- | --------- | --------- | ------- | ------- | ------- | ------- | ----------- | ----------- |
| Ibráhím Bisárát | Qwinto | Egyéni      | 13        | 61.       | 9         | 22        | 49.       | 20        | 42        | 53.       | kiesett | kiesett | kiesett | kiesett | kiesett     | kiesett     |

## Taekwondo
Férfi

| Versenyző     | Versenyszám | Nyolcaddöntő               | Negyeddöntő                 | Elődöntő                            | Vigaszág első kör | Vigaszág elődöntő                    | Bronz- mérkőzés           | Döntő             | Helyezés |
| Versenyző     | Versenyszám | Ellenfél Eredmény          | Ellenfél Eredmény           | Ellenfél Eredmény                   | Ellenfél Eredmény | Ellenfél Eredmény                    | Ellenfél Eredmény         | Ellenfél Eredmény | Helyezés |
| ------------- | ----------- | -------------------------- | --------------------------- | ----------------------------------- | ----------------- | ------------------------------------ | ------------------------- | ----------------- | -------- |
| Ibráhím Kamál | Nehézsúly   | Zakaria Asidah (DEN) · 9-6 | Nguyễn Văn Hùng (VIE) · 9-7 | Aléxandrosz Nikolaídisz (GRE) · 3-6 |                   | Agyilhan Szagindikov (KAZ) · 2-2 SUP | Pascal Gentil (FRA) · 2-6 |                   | 4.       |

Női

| Versenyző    | Versenyszám | Nyolcaddöntő               | Negyeddöntő               | Elődöntő                       | Vigaszág első kör | Vigaszág elődöntő            | Bronz- mérkőzés   | Döntő             | Helyezés |
| Versenyző    | Versenyszám | Ellenfél Eredmény          | Ellenfél Eredmény         | Ellenfél Eredmény              | Ellenfél Eredmény | Ellenfél Eredmény            | Ellenfél Eredmény | Ellenfél Eredmény | Helyezés |
| ------------ | ----------- | -------------------------- | ------------------------- | ------------------------------ | ----------------- | ---------------------------- | ----------------- | ----------------- | -------- |
| Nádín Daváni | Nehézsúly   | Princess Dudu (NGR) · 12-9 | Nataša Vezmar (CRO) · 5-4 | Myriam Baverel (FRA) · 3-3 SUP |                   | Adriana Carmona (VEN) · 8-11 | kiesett           |                   | 5.       |

SUP - döntő fölény

## Úszás
Férfi

| Versenyző       | Versenyszám | Előfutam | Előfutam | Előfutam | Elődöntő | Elődöntő | Elődöntő | Döntő   | Döntő    |
| Versenyző       | Versenyszám | Idő      | Hely.    | Össz.    | Idő      | Hely.    | Össz.    | Idő     | Helyezés |
| --------------- | ----------- | -------- | -------- | -------- | -------- | -------- | -------- | ------- | -------- |
| Omar Abu Fáresz | 100 m hát   | 1:02,36  | 4.       | 44.      | kiesett  | kiesett  | kiesett  | kiesett | kiesett  |

Női

| Versenyző      | Versenyszám | Előfutam | Előfutam | Előfutam | Elődöntő | Elődöntő | Elődöntő | Döntő   | Döntő    |
| Versenyző      | Versenyszám | Idő      | Hely.    | Össz.    | Idő      | Hely.    | Össz.    | Idő     | Helyezés |
| -------------- | ----------- | -------- | -------- | -------- | -------- | -------- | -------- | ------- | -------- |
| Szamar Nasszár | 50 m gyors  | 30,83    | 7.       | 62.      | kiesett  | kiesett  | kiesett  | kiesett | kiesett  |